# Владимирская горка
Влади́мирская го́рка (укр. Володимирська гірка) — возвышение над правым берегом Днепра в Киеве, парк-памятник садово-паркового искусства местного значения, расположенный на территории Шевченковского района Киевского горсовета. Парк был заложен в середине XIX века.

## История

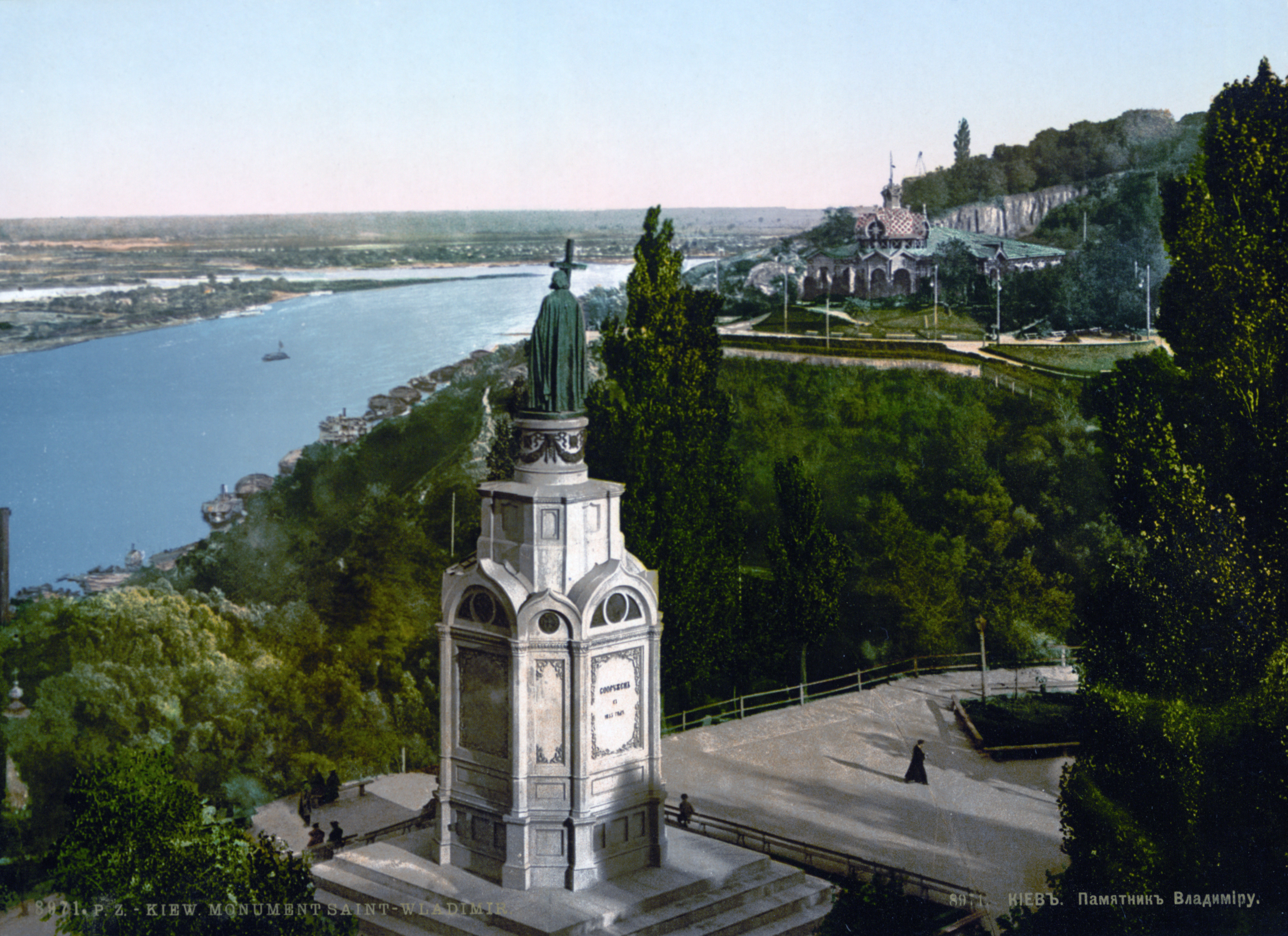
Владимирская горка, 1905 год

Освоение и планировка склонов начались в 1830-х годах. В 1853 году на западной части горы был сооружён памятник Владимиру Великому, благодаря которому горку начали называть Владимирской. То же название получил и разбитый на ней парк. Парк был бесплатным, чем привлекал посетителей. За вход в остальные обустроенные парки Киева в то время бралась плата.
Около 1900 года на горке была построена панорама «Голгофа». Она не сохранилась, так как была разрушена в 1920-х годах. Композиционный центр парка — памятник князю Владимиру, к которому устремляются аллеи средней террасы, лестницы с верхней террасы и лестницы с Владимирского спуска. Кроме памятника в парке существуют меньшие скульптуры, творения киевских мастеров 1980—1990-х годов. В 1970—1980-х годах на Владимирской горке проводились общегородские выставки цветов.
Парку был присвоен статус парк-памятник садово-паркового искусства местного значения Решением Совета Министров УССР от 29 января 1960 года № 105 с площадью 10,6 га. Решением Киевского горсовета от 17 февраля 1994 года № 14 площадь парка была увеличена на 6,3 га до 16,9 га. В 2019 году была проведена полная реконструкция парка и сооружен Пешеходно-велосипедный мост через Владимирский спуск.

## Описание
Парк расположен на верхней и средней террасах Михайловской горы. Верхняя часть этой горы была занята сооружениями города Изяслава и Михайловского Златоверхого монастыря. С Северо-Востока граничит с Почтовой площадью, с Востока — с Владимирским (бывшим Александровским) спуском. Составление, планирование склонов началось в 1830-х годах.
В северной части парка проходит линия фуникулёра, в южной находится монументальное здание Украинского дома.

## Галерея

Вид со стороны Днепра
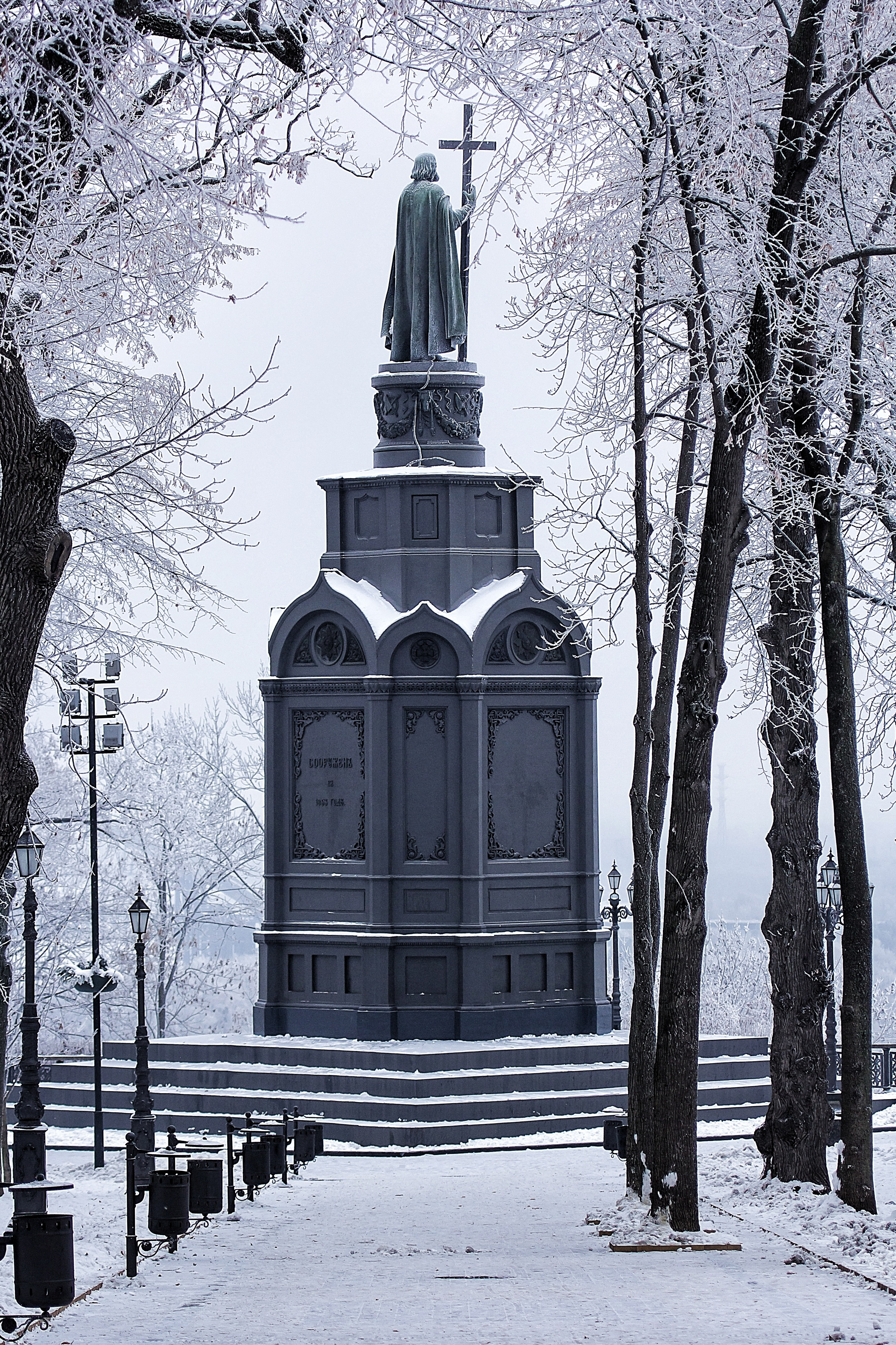
Памятник князю Владимиру Великому
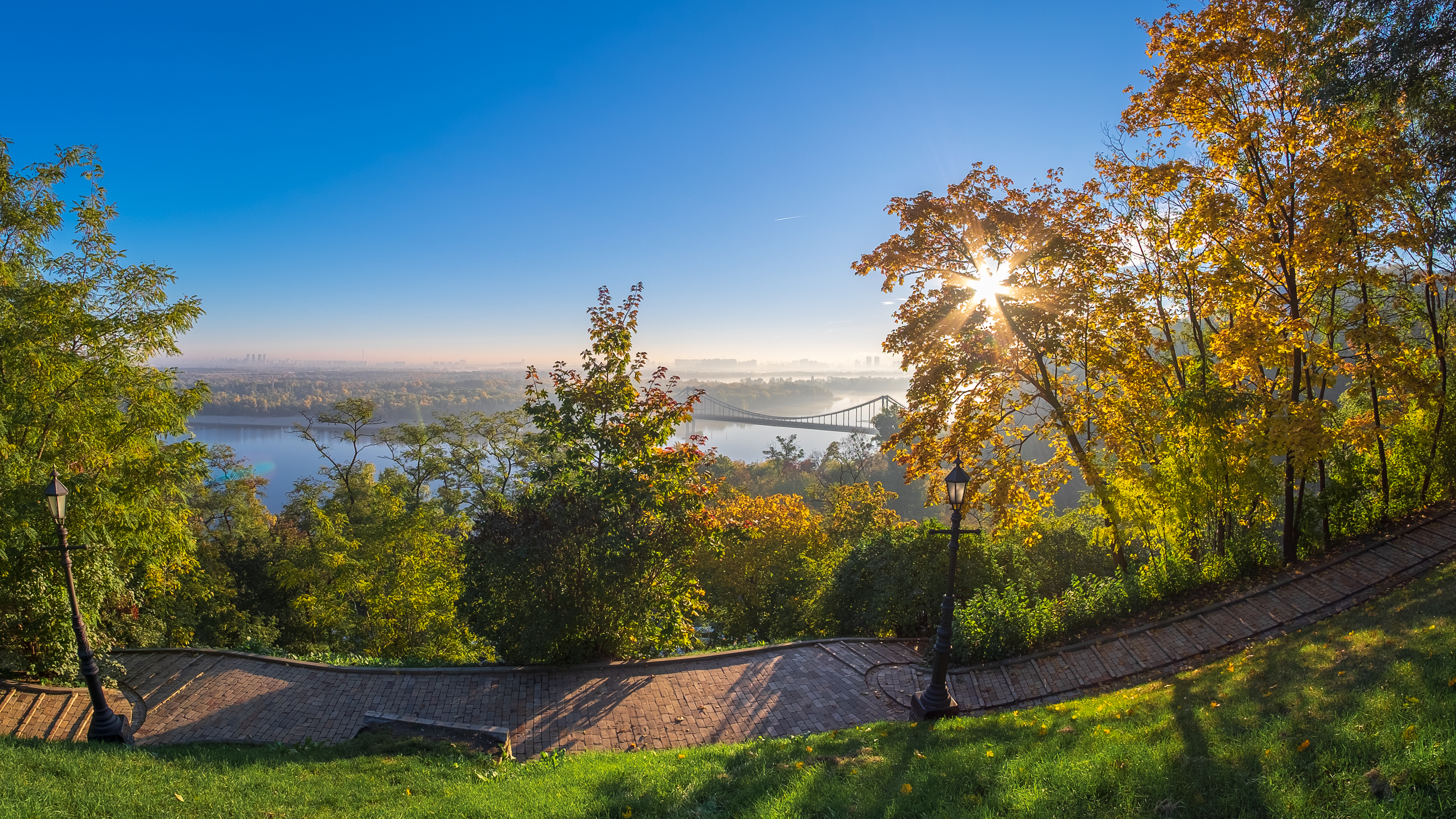
Средняя часть
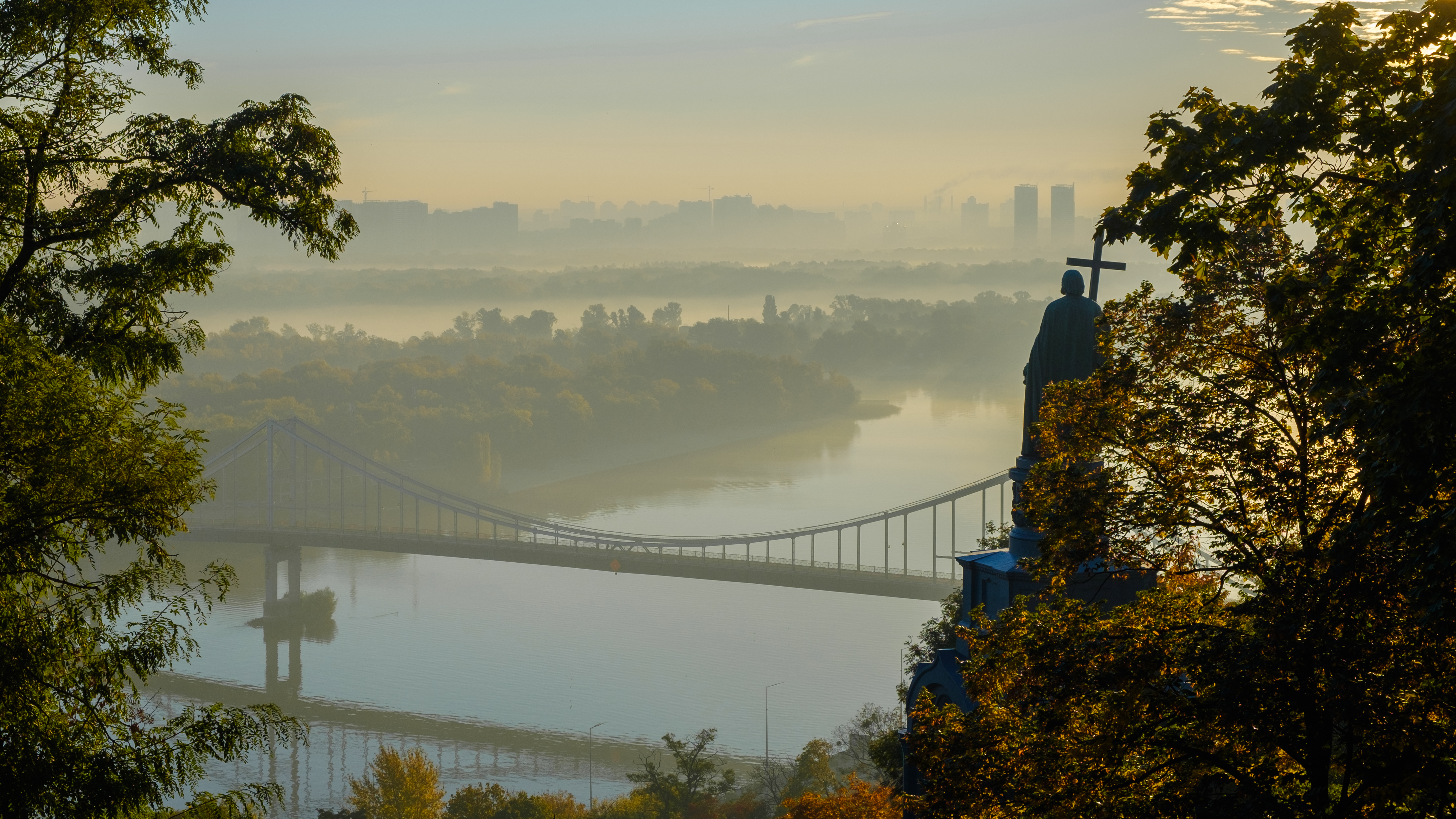
Панорамный вид с горки
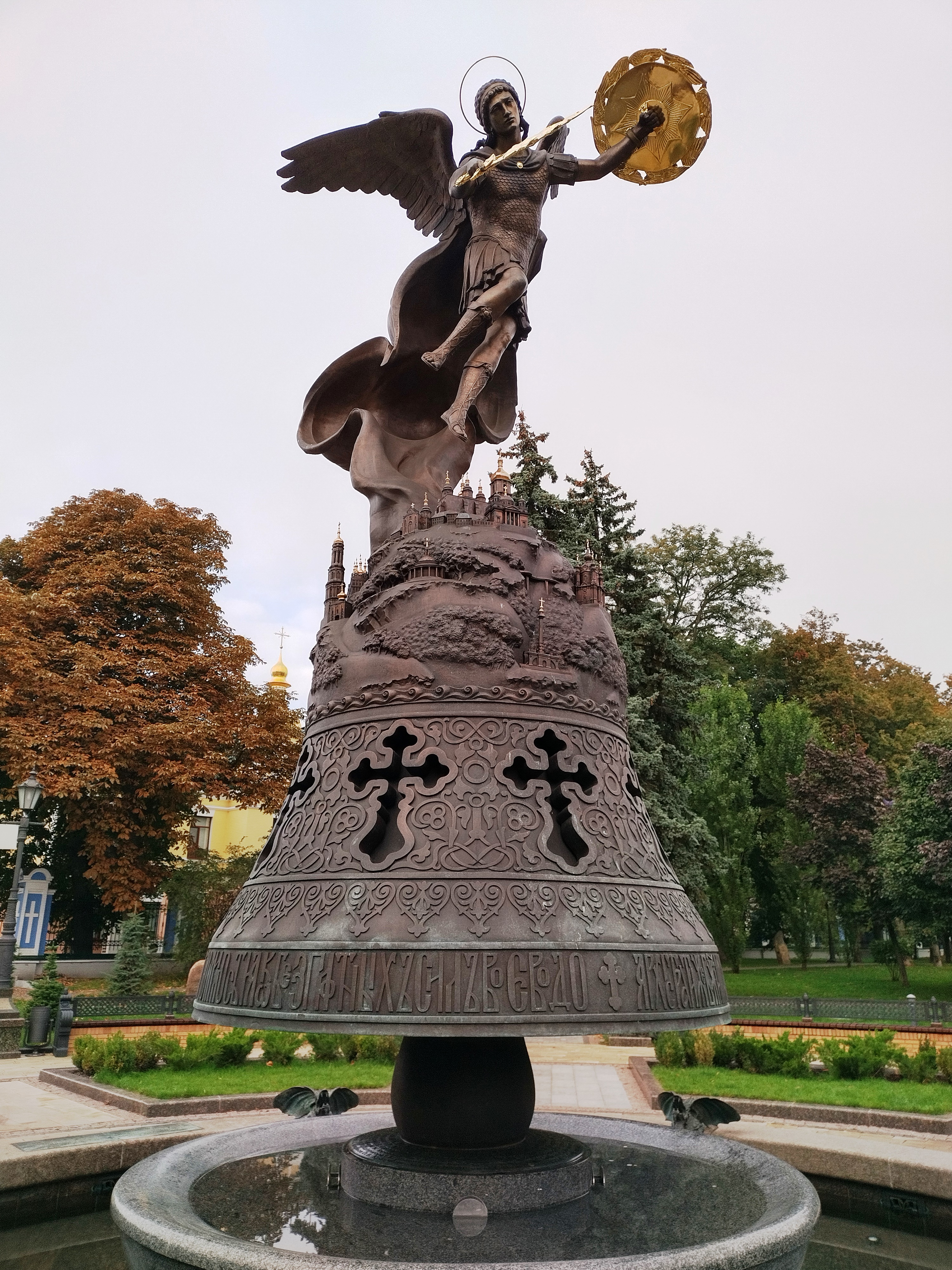
Фонтан со скульптурой Архистратига Михаила
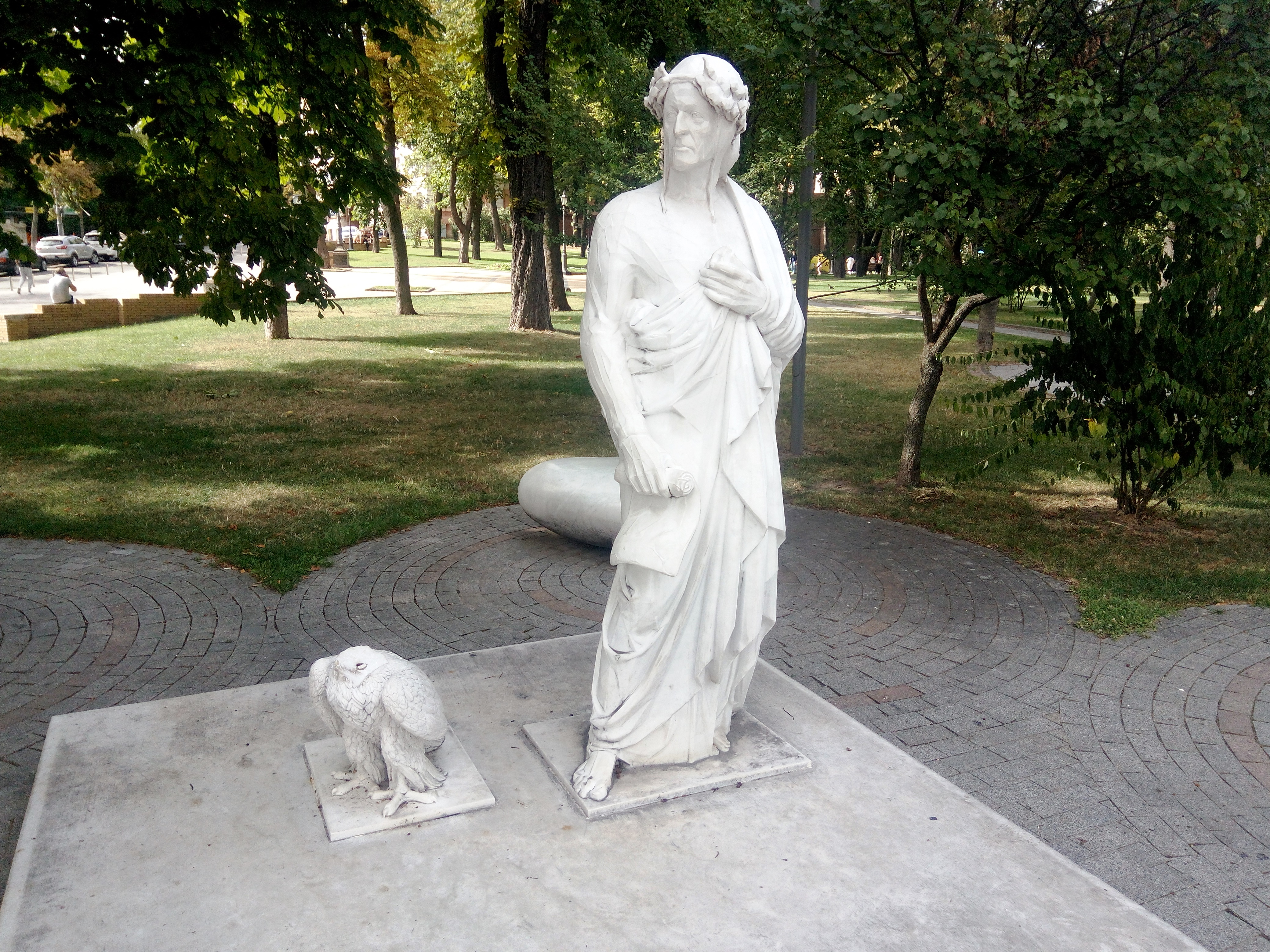
Памятник Данте Алигьери